# 寶山左衛門
寶 山左衛門（たから さんざえもん）は、歌舞伎の長唄囃子方の名跡。旧字体は「寶山左衞門」、新字体「宝山左衛門」。
初代とは「ほう やまざえもん」と読み、2代目、4代目は「たから さんざえもん」、3代目は「ほう さんざえもん」。

## 初代
（生年不詳 - 天保15年1月28日（1844年3月13日））
江戸後期に活躍。寛政時代に初代真津田為吉の門弟となり田中源兵衛、2代目真津田為吉などを経て、1808年に福原百三郎となり立鼓、1817年11月に坂文左衛門、1822年に再び福原百三郎、1823年に福原山左衛門を名乗り、1825年に寶山左衛門を名乗った。但し「ほう やまざえもん」と読む。
4代目望月太左衛門と並び称される名人の一人。実の子が舞踊家の花川蝶十郎。

## 2代目
（天保6年（1835年） - 明治43年（1910年）12月20日）本名は田中次郎兵衛。
東京日本橋の生まれ、望月太十郎の子とも米問屋田中治郎兵衛の次男ともいわれる。5代目望月太左衛門の門弟。望月鶴三郎から2代目福原百之助を名乗る。1869年に襲名を狙っていた望月太左衛門の名跡を望月太喜蔵が6代目太左衛門を襲名したのに不満を持ち静岡に住んでいた初代の実子で舞踊家の花川蝶十郎から名跡を譲り受け2代目寶山左衛門を名乗って帰京した。1906年に望月太喜蔵の太左衛門がいるにも拘らず勝手に望月太左衛門を襲名し同時期に同じ「望月太左衛門」の名が存在しひと悶着が起きたが程なく望月太喜蔵の太左衛門が没したのでそれは解消された。本人も亡くなるまで6代目望月太左衛門を名乗った。実の子が3代目寶山左衛門。

## 3代目
（安政6年（1859年） - 大正3年（1914年）2月11日）本名は田中春吉。
2代目寶山左衛門（後の6代目望月太左衛門）の実の子。最初2代目福原鶴三郎を名乗る。4代目福原百之助を経て父の2代目寶山左衛門が1906年に6代目望月太左衛門を襲名を期に3代目寶山左衛門を襲名した。明治座の囃子頭を長らく務めた。但し「ほう さんざえもん」と読む。

## 4代目
寶山左衛門 (四代目)の項参照。